# Grass Valley (Elektronikunternehmen)
Grass Valley, früher auch als Grass Valley Group bekannt, entwickelt und produziert Technologien für den Film- und Fernsehbereich sowie Übertragungstechnik und Digitales Kino.

## Geschichte

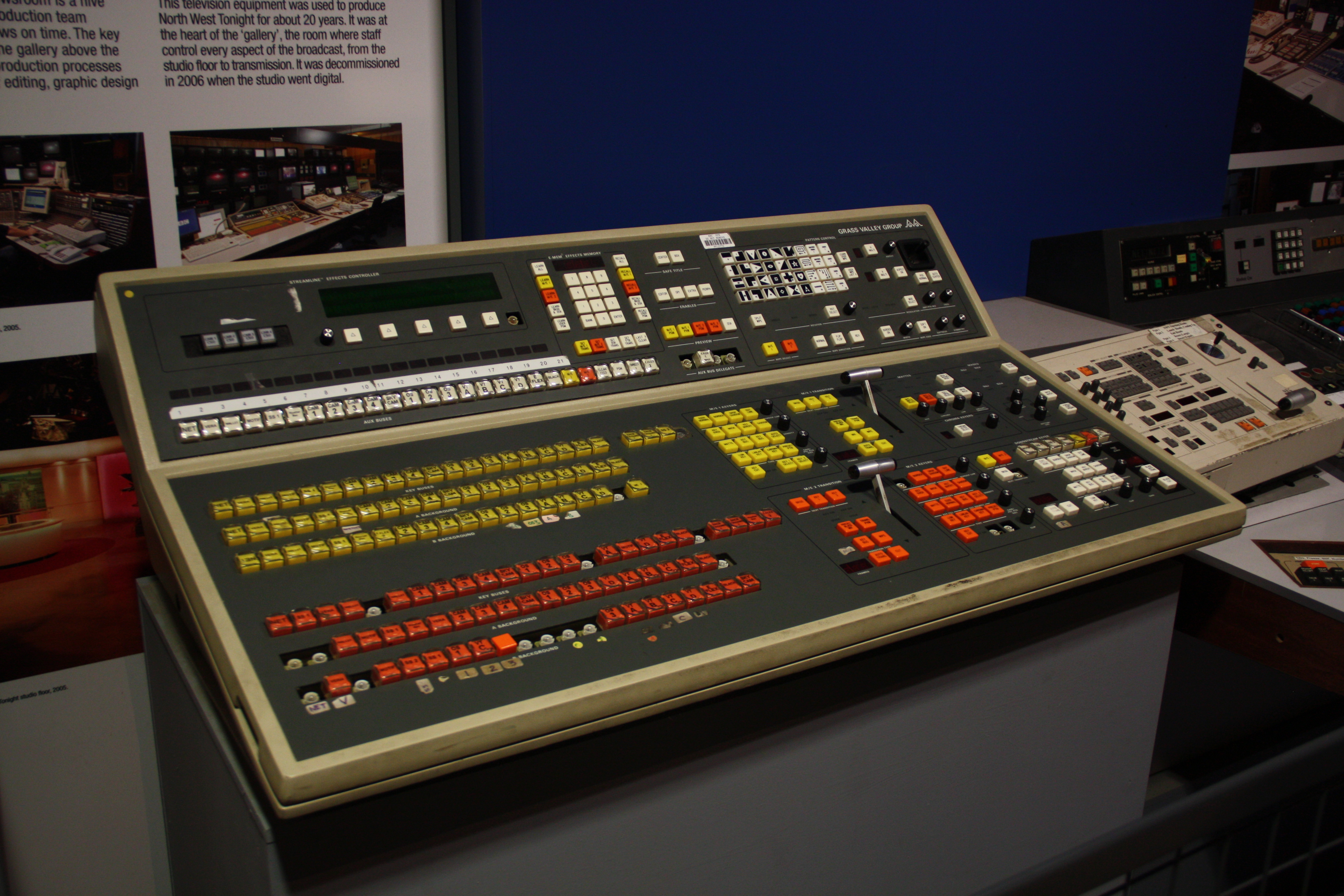
Analoger Bildmischer (um 1985)

Grass Valley wurde im Jahr 1958 durch Donald Hare als kleines Entwicklungsunternehmen gegründet. Der Sitz des Unternehmens war in Grass Valley im kalifornischen Vorgebirge der Sierra Nevada. 1964 demonstrierte Grass Valley anlässlich der NAB-Show den ersten Video-Verteil-Verstärker. Im Jahre 1968 wurde der erste Bildmischer vorgestellt, der schnell zum Flaggschiff und Zugpferd des Unternehmens wurde.
Durch den Zusammenschluss mit dem Präzisionsmessgerätehersteller Tektronix im Jahre 1974 wurde das Unternehmen international bekannt.
Grass Valley und Tektronix entwickelten einen der ersten Festplattenrekorder, als man eine Videosignalquelle mit gleichbleibender Signalqualität benötigte, um damit Kalibrierungen und Einmessprozeduren an den produzierten Messgeräten durchführen zu können.
Mitte der 1990er-Jahre entschloss man sich, das Gerät auch extern zu vermarkten. Der ProFile aus der PDR-Reihe (Professional Disk Recorder) wurde erfolgreich, da er, in der gleichen Größe wie eine Betacam-Bandmaschine, vier Videoaufnahme- und -wiedergabekanäle vereinte, die sich genauso steuern ließen. Intuitive Bedienung, gleichbleibende Signalqualität und kurze Zugriffszeiten zeichneten das Produkt aus.
Tektronix beschloss jedoch 1999, sich nur noch auf High-End-Messgeräte zu konzentrieren, und verkaufte daher den Bereich „Broadcast“ an einen privaten Investor. Dieser führte das neu strukturierte Unternehmen unter dem Namen Grass Valley Group Inc. weiter.
Im Jahre 2002 übernahm der französische Elektronikkonzern Thomson das finanziell sehr angeschlagene Unternehmen und gliederte es in seine Broadcast-Tochter Thomson Broadcast & Media Solutions ein, die durch den Zukauf des größten Konkurrenten Philips BTS bereits zum umfangreichsten europäischen Allroundanbieter für Broadcast-Equipment im Videobereich geworden war. Nach dem Zukauf der Grass Valley Group beherrschte man weitgehend den Weltmarkt; nur in einigen Produktbereichen gab es mit Sony, Snell & Wilcox (Quantel) und diversen kleineren Anbietern noch Mitbewerber.
Bereits im September 2005 wurde das Unternehmen aus Marketinggründen wieder in Grass Valley umbenannt. 2006 erwarb man Canopus, einen Hersteller nichtlinearer Schnittsysteme.
Aufgrund anhaltender finanzieller Schwierigkeiten im Zusammenhang mit der Weltfinanzkrise wurde die Thomson-Gruppe 2009 gezwungen, sich von mehreren Beteiligungen zu trennen.
Der Verkauf des Kerns der Grass-Valley-Aktivitäten (bestehend aus dem Unternehmensbereich „Professional Broadcasting“) an den Finanzinvestor Francisco Partners wurde schließlich im Juli 2010 bekanntgegeben und im Januar 2011 abgeschlossen. In der Folge der Übernahme wurde der Unternehmenssitz von Cergy bei Paris nach San Francisco verlegt.
Der Bereich „Systems Integration“ ging im Juli 2012 separat an den deutschen Finanzinvestor Parter Capital Group und von dort Ende 2013 in die Insolvenz, während der Bereich „Head End“ im Februar 2011 an den französischen Fonds de Consolidation et de Développement des Entreprises (FCDE) verkauft wurde.
2014 wurde Grass Valley für 220 Millionen Dollar an die Belden-Gruppe weiterverkauft.
Im Februar 2020 verkaufte Belden die Gruppe, deren Umsatz sich auf 350 Millionen Dollar etwa halbiert hatte, an das personell mit dem Schnittsoftwarehersteller Avid verbundene Private-Equity-Unternehmen Black Dragon Capital.

## Produkte
Heute bietet Grass Valley verschiedene Serversysteme an – vom Einzelgerät T2 4K Series für den ProAV-Anwender bis hin zu Servernetzwerken in SDTV/HDTV/UHDTV. Darüber hinaus führt das Unternehmen alle Schlüsselprodukte einer Studioumgebung:
- professionelle Kameras und Camcorder
- Videoserver und Medienspeicher
- Sendeablaufmischer und -kontrollen
- Video-/Bildmischer
- modulare Signalverarbeitung, Kreuzschiene, Steuerung
- Digital News Production, Schnittsysteme
- Media-Asset-Management-Systeme
- Produktions-, Kontroll- und Überwachungssysteme

Darüber hinaus werden auch ältere, nicht mehr vertriebene Geräte durch den Grass-Valley-Service unterstützt.

## Standorte
In allen größeren Ländern weltweit unterhält Grass Valley Verkaufs- und Service-Niederlassungen. Ferner gibt es einige produktspezifische Entwicklungszentren. Die deutsche Filiale, Grass Valley Germany GmbH, befindet sich in Weiterstadt.

## Kunden
Da Grass Valley neben Entwicklung und Verkauf auch Systemintegrationen, das heißt Aufbau und Inbetriebnahme von Fernsehstudios, durchführt, zählen fast alle namhaften nationalen und internationalen Fernsehanstalten sowie viele Produktionsstätten und Ü-Wagen-Hersteller zur Kundschaft. Zwei der größten Projekte, die durch Grass Valley Systems realisiert wurden, sind der technische Aufbau des Senders Al-Jazeera International mit News-Studios auf der ganzen Welt und der Neuausbau der kompletten Signalverteilung der englischen BBC.